# Mniobia armata
Mniobia armata är en hjuldjursart som först beskrevs av Murray 1905.  Mniobia armata ingår i släktet Mniobia och familjen Philodinidae. Inga underarter finns listade i Catalogue of Life.